# Lena (Town, Oconto County, Wisconsin)
Lena ist eine Town(ship) im Oconto County im Nordosten des US-Bundesstaates Wisconsin. Die Bezeichnung „Town“ entspricht in Wisconsin der „Township“ in den übrigen US-Bundesstaaten.
Der Ort Lena liegt innerhalb des Gebietes der Town of Lena.
Auf dem Gebiet von Lena gibt es außer mehreren Grund- und Mittelschulen auch eine Highschool und eine öffentliche Bücherei.

## Geografie
Nach den Angaben des United States Census Bureaus hat die Town of Lena eine Fläche von 86,5 km², die vollständig auf Land entfallen.

## Demografische Daten
Zum Zeitpunkt des United States Census 2000 bewohnten 769 Personen die Town. Die Bevölkerungsdichte betrug 8,9 Personen pro km². Es gab 303 Wohneinheiten, durchschnittlich 3,5 pro km². Die Bevölkerung bestand zu 99,22 % aus Weißen, 0,26 % Schwarzen oder Afroamerikaner, 0,13 % amerikanische Ureinwohner, 0,13 % Asiaten, 0,13 % gaben an, anderen Rassen anzugehören und 0,13 % nannten zwei oder mehr Rassen. 0,39 % der Bevölkerung erklärten, Hispanos oder Latinos jeglicher Rasse zu sein.
Die Bewohner der Town Lena verteilten sich auf 289 Haushalte, von denen in 34,3 % Kinder unter 18 Jahren lebten. 63,3 % der Haushalte stellen Verheiratete, 8,0 % hatten einen weiblichen Haushaltsvorstand ohne Ehemann und 24,2 % bildeten keine Familien. 20,1 % der Haushalte bestanden aus Einzelpersonen und in 5,9 % aller Haushalte lebte jemand im Alter von 65 Jahren oder mehr alleine. Die durchschnittliche Haushaltsgröße betrug 2,63 und die durchschnittliche Familiengröße 3,05 Personen.
Die Stadtbevölkerung verteilte sich auf 26,9 % Minderjährige, 6,4 % 18–24-Jährige, 32,8 % 25–44-Jährige, 21,1 % 45–64-Jährige und 12,9 % im Alter von 65 Jahren oder mehr. Das Durchschnittsalter betrug 38 Jahre. Auf jeweils 100 Frauen entfielen 112,4 Männer. Bei den über 18-Jährigen entfielen auf 100 Frauen 113,7 Männer.
Das mittlere Haushaltseinkommen betrug 45.556 US-Dollar und das mittlere Familieneinkommen erreichte die Höhe von 52.083 US-Dollar. Das Durchschnittseinkommen der Männer betrug 33.571 US-Dollar, gegenüber 25.729 US-Dollar bei den Frauen, das Pro-Kopf-Einkommen 18.649 US-Dollar. 7,1 % der Bevölkerung und 7,1 % der Familien hatten ein Einkommen unterhalb der Armutsgrenze, davon waren 6,2 % der Minderjährigen und 10,4 % der Altersgruppe 65 Jahre und mehr betroffen.

## Söhne und Töchter der Town of Lena
- Wayland Becker (1910–1984), US-amerikanischer American-Football-Spieler (lebte bis zu seinem Tod in Lena)